# Trigonisca
Genre
Synonymes
- Hypotrigona (Trigonisca) Moure 1950[1]
- Hypotrigona (Leurotrigona) Moure 1950[1]
- Hypotrigona (Celetrigona) Moure 1950[1]
- Hypotrigona (Dolichotrigona) Moure 1950[1]

Trigonisca est un genre d'abeilles sans dard de la famille des Apidae, présent en Amérique.

## Répartition
Le genre est présent en Amérique, dans l'écozone néarctique et l'écozone néotropique et plus précisément au Mexique, en Argentine, en Bolivie, au Brézil, en Colombie, au Costa Rica, en Équateur, au Guyana, en Guyane, au Panama, au Pérou et au Suriname.

## Liste des espèces
Selon GBIF (26 juillet 2023) :
- Trigonisca atomaria (Cockerell, 1917)
- Trigonisca azteca Ayala, 1999
- Trigonisca bidentata Albuquerque & Camargo, 2007
- Trigonisca browni (Camargo & Pedro, 2005)
- Trigonisca buyssoni (Friese, 1902)
- Trigonisca ceophloei (Schwarz, 1938)
- Trigonisca chachapoya (Camargo & Pedro, 2005)
- Trigonisca clavicornis (Camargo & Pedro, 2005)
- Trigonisca discolor (Wille, 1965)
- Trigonisca dobzhanskyi (Moure, 1950)
- Trigonisca duckei (Friese, 1900)
- Trigonisca euclydiana (Camargo & Pedro, 2009)
- Trigonisca extrema Albuquerque & Camargo, 2007
- Trigonisca flavicans (Moure, 1950)
- Trigonisca fraissei (Friese, 1901)
- Trigonisca graeffei (Friese, 1900)
- Trigonisca hirsuticornis (Camargo & Pedro, 2009)
- Trigonisca hirticornis Albuquerque & Camargo, 2007
- Trigonisca intermedia Moure, 1989
- Trigonisca longicornis (Friese, 1903)
- Trigonisca longitarsis (Ducke, 1916)
- Trigonisca manauara (Camargo & Pedro, 2009)
- Trigonisca martinezi (Brèthes, 1920)
- Trigonisca maya Ayala, 1999
- Trigonisca mendersoni (Camargo & Pedro, 2005)
- Trigonisca mepecheu Engel & Gonzalez, 2019
- Trigonisca meridionalis Albuquerque & Camargo, 2007
- Trigonisca mixteca Ayala, 1999
- Trigonisca moratoi (Camargo & Pedro, 2005)
- Trigonisca nataliae (Moure, 1950)
- Trigonisca pediculana (Fabricius, 1804)
- Trigonisca pipioli Ayala, 1999
- Trigonisca rondoni (Camargo & Pedro, 2005)
- Trigonisca roubiki Albuquerque & Camargo, 2007
- Trigonisca schulthessi (Friese, 1900)
- Trigonisca tavaresi (Camargo & Pedro, 2005)
- Trigonisca townsendi (Cockerell, 1911)
- Trigonisca unidentata Albuquerque & Camargo, 2007
- Trigonisca variegatifrons Albuquerque & Camargo, 2007
- Trigonisca vitrifrons Albuquerque & Camargo, 2007

## Systématique
Le nom valide complet (avec auteur) de ce taxon est Trigonisca Moure, 1950.

## Publication originale
- (pt) J. S. Moure, « Contribuição para o conhecimento das espécies brasileiras de Hypotrigona Cockerell (Hymen., Apoidea) », Dusenia, Brésil, vol. 1,‎ 1950, p. 241-260 (ISSN 0418-1867).